# 澳門巴士C04路線
澳門巴士C04路線是已取消的路線，由應變協調中心開設，由澳巴營運，往返白朗古將軍大馬路（青怡大廈側）和社區治療中心（澳門蛋）。

## 簡介及歷史
- 2022年12月11日，新型冠狀病毒感染應變協調中心為方便感染者前往位於澳門蛋的社區治療中心就診，於12月12日及13日安排8個接載點的巴士專線，乘坐對象為對核酸單管檢測陽性或自測抗原陽性人士，且未具條件自行前往社區治療中心（澳門蛋）。[1][2][3][4][5]
- 2022年12月16日，原C01專線合併至本線，並由凱泉灣總站延伸至白朗古將軍大馬路（青怡大廈側），由原來的單向線改為循環線。[6][7]
- 2022年12月22日，本線新增位於火船頭街粵通大廈及萬事發酒店對面的站點。[8][9]
- 2023年1月8日，因應疫情過渡期結束，本線結束營運。[10]

## 使用車輛
- 宇通ZK6902HG
（由新型冠狀病毒感染應變協調中心租賃澳巴非營運車輛行駛）

## 路線資料

### 收費
- 免費（供COVID-19核酸單管檢測陽性或快速抗原檢測陽性人士乘坐）

### 服務時間及班距
| 服務時間                        | 每天          |               |
| ------------------------------- | ------------- | ------------- |
| 白朗古將軍大馬路 （青怡大廈側） | 10:00 - 22:00 | 10:00 - 22:00 |
| 班距                            | 60分鐘        |               |

### 路線停站
| C04  | 白朗古將軍大馬路（青怡大廈側） ↺ 社區治療中心（澳門蛋） | 白朗古將軍大馬路（青怡大廈側） ↺ 社區治療中心（澳門蛋） | 白朗古將軍大馬路（青怡大廈側） ↺ 社區治療中心（澳門蛋） |
| 序號 | 循環線                                                  | 循環線                                                  | 循環線                                                  |
| 序號 | 站號                                                    | 站名                                                    | 社區門診／社區治療中心                                  |
| 1    | L909                                                    | 白朗古將軍大馬路 （青怡大廈側）                         |                                                         |
| 2    | L919                                                    | 火船頭街 （萬事發酒店對面）                             |                                                         |
| 3    | L910                                                    | 海事工房                                                | 海事工房社區門診                                        |
| 4    | L911                                                    | 奧林匹克運動場圓形地 （奧林匹克體育中心對面馬會旁）     | 運動場圓形地社區門診                                    |
| 5    | L903                                                    | 社區治療中心 （澳門蛋）                                 | 感染者社區治療中心                                      |
| 6    | L904                                                    | 賽馬會                                                  |                                                         |
| 7    | L910                                                    | 海事工房                                                | 海事工房社區門診                                        |
| 8    | L920                                                    | 火船頭街 （粵通大廈）                                   |                                                         |
| 9    | L909                                                    | 白朗古將軍大馬路 （青怡大廈側）                         |                                                         |

## 客量
- 本線在2022年12月12日首班車空車出站。[11][12]

## 外部連結
- 澳門公共汽車股份有限公司（官方網站） （页面存档备份，存于）